# Estadi Olímpic Lluís Companys
L'Estadi Olímpic Lluís Companys és una instal·lació esportiva situada a la muntanya de Montjuïc de Barcelona, catalogada com a Bé Cultural d'Interès Local. Forma part l'Anella Olímpica, que inclou les piscines Picornell, el Palau Sant Jordi i d'altres instal·lacions. Des del 2001 porta el nom del president de la Generalitat de Catalunya Lluís Companys, afusellat pel règim franquista al castell de Montjuïc el 1940.

## Història i descripció
Quan la dictadura de Primo de Rivera aprovà incloure en el marc de l'Exposició Internacional de 1929 una secció dedicada a l'esport, va ser necessari construir-hi una piscina i un estadi de dimensions olímpiques. Aquest fou encarregat a l'arquitecte Pere Domènech i Roura i inaugurat el 20 de maig del 1929.
Comptava amb una superfície de 66.075 m², dels quals 20.575 van ser destinats a camp d'esports, i el central era destinat a camp de futbol. Per les seves dimensions i la gran capacitat (era de 60.000 persones), el 1929 era considerat el segon més gran del món. Disposava també de pistes per a salts i llançaments, d'un camp de rugbi, una pista de curses per a set atletes i una longitud total de 1.500 m. També tenia instal·lacions subterrànies per a la pràctica d'altres esports, com la boxa, l'esgrima, la gimnàstica i disposava de pista de tennis i de piscina. Les graderies tenien un perfil aproximadament parabòl·lic. Distribuïdes en dues zones, una al mateix nivell de la pista d'atletisme, i la segona sustentada per un podi que les separava, pel qual la tribuna tenia visibilitat completa i quasi completa des dels extrems de les graderies.

A la porta de marató hi ha un frontó decorat amb un grup escultòric, obra de Vicenç Navarro, de composició acadèmica. A l'interior es van col·locar dues escultures eqüestres fent la salutació olímpica, Genets, obra de Pau Gargallo i foses en bronze.

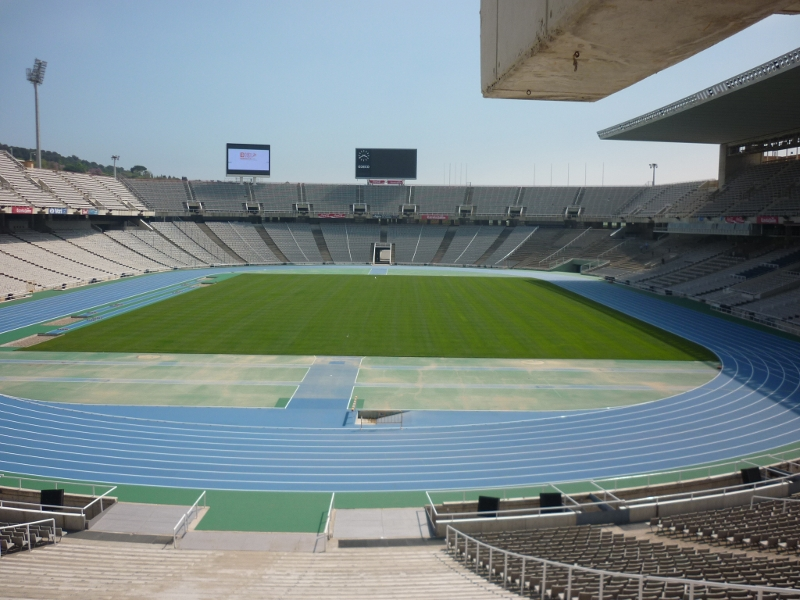
L'estadi després de ser remodelat pels Campionats d'Europa d'Atletisme Barcelona 2010

L'estadi havia d'acollir l'Olimpíada Popular de l'any 1936, però el cop d'estat militar i la posterior Guerra Civil ho impediren. El 1952 va acollir el XXXV Congrés Eucarístic Internacional i el 1955 els Jocs Mediterranis. El 1957 va acollir l'única final de la Copa d'Espanya de futbol que ha enfrontat al Futbol Club Barcelona i el Reial Club Deportiu Espanyol, els dos equips més importants de la ciutat comtal. A la dècada dels 1960 fou infrautilitzat i les seves graderies començaren a evidenciar preocupants símptomes de ruïna.
Entre 1985 i 1989 va ser objecte d'una important remodelació a càrrec de l'equip d'arquitectes Correa-Milà-Margarit-Buixadé i amb la participació de l'italià Gregotti. El nivell de la pista fou rebaixat 11 m i la pedra extreta es va aprofitar per a les obres de la Sagrada Família; s'alçaren unes noves graderies amb capacitat per a uns 56.000 espectadors. El 8 de setembre del 1989 fou reinaugurat amb motiu de la Copa del Món d'Atletisme, i durant els Jocs Olímpics de 1992 fou seu de les cerimònies d’inauguració i clausura, de les proves d’atletisme i de les paralímpiques.
Entre el 1991 i el 2001 hi va jugar l'equip de futbol americà Barcelona Dragons, i entre 1997 i 2009, el Reial Club Deportiu Espanyol hi passà a jugar els seus partits després d'abandonar l'Estadi de Sarrià. L'any 1998, el Comitè d'Estadis de la UEFA li va atorgar la categoria cinc estrelles, per la que es poden celebrar competicions de futbol del màxim nivell continental.
Entre 1996 i 2017, l'estadi celebrà la festa dels súpers (Festa del Club Super3). Del 26 de juliol a l'1 d'agost de 2010 s'hi celebrà el 20è Campionat d'Europa d'atletisme, per al qual fou novament remodelat.
Des de la temporada 2023-2024, i a causa de les obres de remodelació del Camp Nou (la qual s'estima que estarà acabada la temporada 2025-2026), hi juga el primer equip masculí del Futbol Club Barcelona, amb una inversió superior als 7 milions d'euros, compartida entre el club (60%) i l' Ajuntament (40%), destinats a la millora dels accessos i la mobilitat de l'entorn.

## Peveter olímpic
Obra dels dissenyadors Ramon Bigas i Balcells i Pep Sant i Pont, inspirada en Gaudí i en la Mediterrània, per la forma del fust evoca les corbes que sovint l'arquitecte modernista va plasmar en les seves obres, i per la semblança del peveter amb les timons de les barques antigues que solcaven la Mediterrània. La cubeta és de titani oxidat, un metall que té un color blavós i molt irisat, la peanya sobre la que se sosté la cubeta té un revestiment d'alumini. El fust s'alça 12 m per damunt de la paret de l'estadi i 26 me sobre el nivell de l'avinguda de l'Estadi. La flama és de color carbassa, aconseguit fent que el gas cremi amb poc aire, és a dir, amb mala carburació. consumeix 450 m³ de gas cada hora.

## Restes arqueològiques
El 1929, durant la construcció de l'estadi, es varen documentar 15 o 16 sitges d'uns 6 m, algunes reutilitzades com a sepultures, d'època ibèrica (segles iii-ii aC). La descripció d'aquests materials resta inèdita, però a partir de la documentació gràfica, s'ha documentat un forn d'àmfores, a més de trobar una sèrie de retalls reblerts amb rebuigs de forn, i un possible dipòsit d'opus signinum. Actualment, aquestes restes han estat destruïdes. A la part nord-est, hi ha un petit cim on s'ha suposat la ubicació d'un poblat ibèric, però per les obres que s'han portat a terme en aquest sector, modificant-ne l'orografia, no se n'ha pogut documentar cap resta. El jaciment ha estat declarat bé cultural d'interès local.

## Esdeveniments
•BLACKPINK DEADLINE 2025
- C 1929: Montjuïc va acollir el seu primer esdeveniment, el primer partit internacional oficial de rugbi d'Espanya contra Itàlia.[9] Espanya va guanyar 9-0.[9]
- 1935: Combat de boxa Paolino Uzcudun vs. Max Schmeling
- 1955: II Jocs Mediterranis.
- 1989: Copa del Món de la IAAF.
- 1992: Jocs de la XXV Olimpíada i IX Jocs Paralímpics.
- 1993: Final de la Copa d'Europa de RugbI Lliga, XIII Catalans 22-23 Huddersfield RLFC.
- 1997: World Bowl '97 entre Barcelona Dragons i Rhein Fire.
- 2003: Jocs Mundials de Policies i Bombers.
- 2009: El dissabte 20 de juny, l'equip de rugbi de Perpinyà, Dracs Catalans, perd 12-24 davant Warrington Wolves al primer partit de Superlliga que es juga a Espanya, congregant més de 18.500 espectadors.[10]
- 2010: 20è Campionat d'Europa d'Atletisme.
- 2011: Partit de quarts de final de la Heineken Cup 2010-11 entre la USAP i el Toulon amb 55.000 espectadors.
- 2012: Campionat del Món Junior d'Atletisme 2012.

#### Futbol
- 1930: Final de la Copa del Rei de Futbol entre l'Athletic Club i el Reial Madrid.
- 1933: Final de la Copa del Rei de Futbol entre l'Athletic Club i el Reial Madrid.
- 1934: Final de la Copa del Rei de Futbol entre el València CF i el Reial Madrid.
- 1939: Final de la Copa del Rei de Futbol entre el Sevilla FC i el Racing de Ferrol.
- 1944: Final de la Copa del Rei de Futbol entre l'Athletic Club i el València CF.
- 1945: Final de la Copa del Rei de Futbol entre el Sevilla FC i el Racing de Ferrol.
- 1946: Final de la Copa del Rei de Futbol entre el Reial Madrid i el València CF.
- 1957: Final de la Copa del Rei de futbol entre el FC Barcelona i el RCD Espanyol.
- 2004: Final de la Copa del Rei de futbol entre el Reial Madrid i el Reial Saragossa.
- 2023: Partits a casa del FC Barcelona a totes les competicions a causa de les renovacions del Camp Nou.

## Transport públic

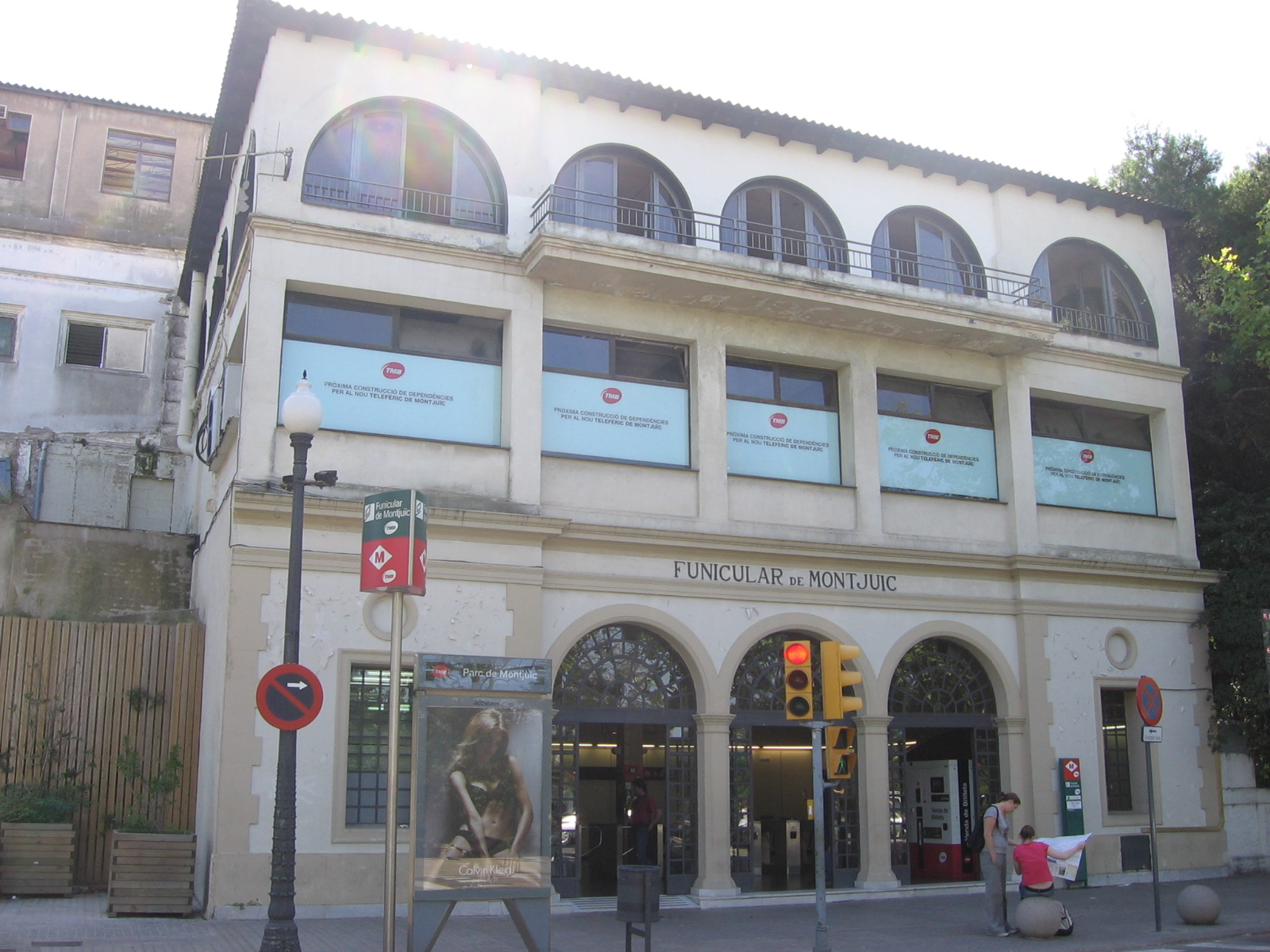
L'estació de Parc de Montjuïc del Funicular de Montjuïc

## Transport públic[calcitació]

### Bus
Les línies del Bus de Barcelona amb parada a l'avinguda de l'Estadi a l'altura de l'Estadi Olímpic Lluís Companys són:
- 55 - P. Montjuïc/Pl. Urquinaona
- 125 - La Marina
- 1 50 - Pl. Espanya/Castell de Montjuic
- 193 - Parc/Montjuïc (també amb parada al passeig Olímpic)

Totes aquestes línies (a excepció de la 125) tenen parada en alguna de les estacions de metro i/o de funicular més properes a l'estadi.

### Ferrocarril
Les estacions del Metro de Barcelona més properes a l'estadi són la de Poble Sec (L3) i la d'Espanya (L1 i L3), aquesta última també amb parada de la línia Llobregat-Anoia dels Ferrocarrils de la Generalitat de Catalunya.
També està molt a prop de l'estadi l'estació de Parc de Montjuïc del Funicular de Montjuïc, que comunica amb l'estació de Paral·lel del metro (L2 i L3).